# Antoine Arlier
Antoine Arlier est un humaniste et juriste français, né en 1502 sans doute à Nîmes ou à Calvisson, et mort vers 1545 probablement dans la même ville.

## Formation
Antoine Arlier était le fils d'un notaire de Calvisson, Laurens Arlier (vers 1457 - vers 1517). Son frère aîné, Jean Arlier (mort en 1533), fut aussi juriste et contribua à son éducation après la mort de leur père. Comme son aîné, Antoine fait des études de droit. Il est bachelier en droit civil à Avignon en 1520. Il séjourne ensuite à Turin dont il doit partir en 1527 en raison de la guerre. Il continue ses études à Padoue où il rencontre Pietro Bembo. Il séjourne ensuite à Venise et y rencontre sans doute Étienne Dolet dont il devient l'ami. Il obtient finalement son doctorat à Bologne en 1529 et rentre à Nîmes en France où il commence à exercer comme avocat. 

## Carrière

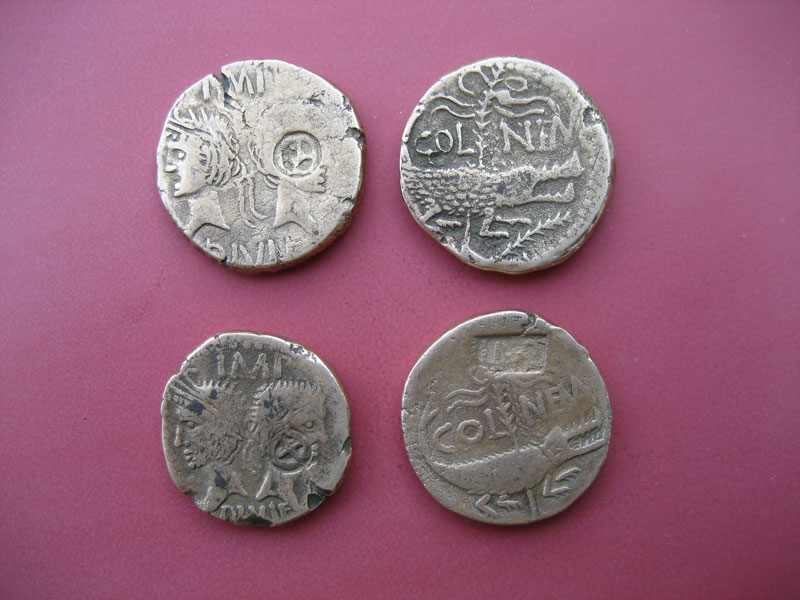
Monnaies romaines de Nîmes
Avers : double portrait IMP(erator) DIVI F(ilius)
Revers : crocodile et palme COL(olonia) NEM(ausus)

Antoine Arlier se maria en 1531 avec Jeanne de Laye (La Haye), de famille aisée. À partir de 1532 il participe régulièrement au conseil de la ville de Nîmes. Il fut juge royal ordinaire à Nîmes. En 1533 à l'occasion de l'entrée de François Ier dans la ville, il fait partie du comité de réception et rédige pour l'occasion un recueil d'emblème, Logistorium, aujourd'hui perdu,. Il est désigné premier consul à Nîmes en 1535. En cette qualité, il se rendit à la cour pour remettre à François Ier un modèle en argent des arènes de Nîmes qui avait été élaboré à l'occasion de la venue du roi à Nîmes, deux ans plus tôt, mais n'avait pas été achevé à temps. Compte-tenu de l'itinérance du roi, la remise eu lieu à Rouen en mai 1535. Durant cette même mission, il obtint du roi la transformation des armoiries de la ville qui prirent comme modèle les monnaies frappées à Nîmes durant le règne d'Auguste : un reptile enchaîné à un palmier. Le crocodile présent sur les pièces romaines est alors vu comme une couleuvre ou un serpent draco, voire une salamandre. Il ne fut reconnu comme crocodile qu'en 1560 dans le Discours historial de Jean Poldo d'Albenas. 
Participant à l'assemblée des états du Languedoc à Nîmes en octobre 1535, Antoine Arlier est chargé de la publication des édits concernant la réforme de la justice en Provence, en 1536 à Mondragon. Il participe ensuite à la préparation de l'Entrevue d'Aigues-Mortes en 1538. Il rencontre à cette occasion Christophe Richer et Rabelais et reçoit un exemplaire des Carminum libri quatuor, tout récent ouvrage de Dolet. Antoine Arlier avait contribué à sa défense l'année précédente face à une accusation de meurtre. 
Arlier fut lieutenant du sénéchal de Provence à Arles à partir de 1535. En 1538 il est nommé magistrat dans le Piémont occupé par François Ier, comme conseiller au parlement de Turin où il réside de 1539 à 1542, après être allé chercher sa lettre de nomination à Paris, voyage qui lui permit de nouer de nouvelles relations, notamment avec Guillaume Budé. Depuis 1533, Arlier bénéficie du soutien et de l'appui du grand-maître Montmorency. Cumulant sa charge à Arles avec celle de Turin, Arlier s'appuie sur des proches de confiance pour assurer sa double responsabilité. À Turin, il fréquente le cercle du gouverneur qui compte parmi ses membres Guillaume du Bellay et Rabelais. 
Il fut probablement l'un des personnages à l'origine du collège municipal des arts de Nîmes en 1540, il en suit en tout cas la naissance et le développement avec attention depuis Turin. Il s'intéresse aussi à l'école féminine des moniales du couvent Saint-Honorat de Tarascon. 
Il eut un fils, Jean né en 1531, et une fille, Catherine, née vers 1534. Il assura aussi l'éducation de son beau-frère, Jean de Laye, et de son neveu, Jean Petit. Sa veuve se remaria en 1548.

## Œuvre et correspondance
Si son recueil d'emblèmes est perdu, sa correspondance a été conservée par un manuscrit de la bibliothèque d'Aix qui compte 81 lettres en latin, écrites de 1527 à 1545. Elles furent rassemblées par son secrétaire Barthélemy Bléa, précepteur du fils et du neveu d'Arlier, et par d'autres copistes.
Les lettres d'Arlier à son fils et à son neveu témoignent d'un programme d'éducation humaniste inspiré notamment des humanistes italiens.
Antoine Arlier fit graver une épitaphe latine en l'honneur de son frère Jean sur une stèle funéraire antique remployée.